# Andrew Garfield
Andrew Russell Garfield (Los Angeles, 20 de agosto de 1983) é um ator anglo-americano. Nascido em Los Angeles, mudou-se a Epsom, no Reino Unido, quando tinha três anos. Após ter concluído o curso de teatro na Royal Central School of Speech and Drama em 2004, iniciou sua carreira em produções teatrais e televisivas, como na peça Kes, pela qual ganhou o Prêmio Manchester Evening News Theatre de Melhor Revelação, e no seriado Sugar Rush (2005). Realizou sua participação no cinema com filme Lions for Lambs (2007) e, ainda naquele ano, seu desempenho em Boy A rendeu-lhe o prêmio BAFTA de Melhor Ator em Televisão. Ele logrou atenção do publico e da crítica em 2010 pelos papéis coadjuvantes nos filmes The Social Network, no qual interpretou o brasileiro Eduardo Saverin e pelo qual recebeu indicações aos prêmios BAFTA, Globo de Ouro, Satellite e Screen Actors Guild, e em Never Let Me Go, que lhe rendeu nomeações aos prêmios British Independent Film, London Film Critics' Circle, dentre outros, e vitórias no Hollywood Film Festival e no Prêmio Saturno.
Garfield alcançou reconhecimento internacional em 2012 por ter interpretado Peter Parker no filme The Amazing Spider-Man, além de sua sequência, lançada em 2014. Após um intervalo em sua carreira, cuja duração foi de um ano, o ator estrelou, em 2016, dois filmes do gênero drama histórico aclamados pela crítica: Hacksaw Ridge e Silence. Por sua atuação como Desmond T. Doss, no primeiro, recebeu indicações aos prêmios Oscar, BAFTA, Critics Choice, Globo de Ouro e Screen Actors Guild de Melhor Ator e ganhou os AACTA, Critics Choice de Melhor Ator em Filme de Ação e Satellite de Melhor Ator em Cinema. Seus trabalhos seguintes foram em Breathe (2017), Under the Silver Lake (2018) e Tick, Tick... Boom!, pelo qual ganhou o Globo de Ouro de Ouro de Melhor Ator em comédia ou musical e foi novamente indicado ao Critics Choice, Screen Actors Guild e Oscar de Melhor Ator.
No que concerne ao teatro, Garfield interpretou Biff em um revival da peça Death of a Salesman, de Arthur Miller, apresentado na Broadway, o qual lhe rendeu uma indicação ao Prêmio Tony de Melhor Performance de um Ator em um Papel de Destaque. Em 2017, estrelou como Prior Walter em uma produção de Angels in America no Royal National Theatre em Londres. No ano seguinte, ao ter reprisado esse papel na Broadway, sua interpretação recebeu aclamação por parte dos críticos especializados, o que o fez ser nomeado ao Prêmio Laurence Olivier de Melhor Ator e vencesse os prêmios Drama Desk e Tony na categoria de Melhor Ator em uma Peça.
Garfield apoia diversas instituições e causas, como a prevenção e cura de AIDS e câncer, proteção à criança, aos direitos humanos, e atua ativamente em prol dos direitos LGBTQ. Como uma figura pública, é citado como uma das pessoas mais influentes e poderosas na indústria de entretenimento americana, tendo aparecido em várias publicações como tal. Ele é uma das pessoas de maior bilheteria de todos os tempos na América do Norte, tendo seus filmes angariado mais de dois bilhões de dólares ao redor do mundo. A revista Time incluiu Garfield em sua lista das 100 pessoas mais influentes do mundo em 2022.

## Primeiros anos e adolescência
Andrew Russell Garfield nasceu em Los Angeles, Califórnia. Oriundo de uma família de classe média, é filho de Lynn (sobrenome de solteira: Hillman), natural de Essex, Inglaterra, e Richard Garfield, nascido na Califórnia, e tem um irmão mais velho, Ben Garfield, cuja profissão é médico. Seus avós paternos, Samuel Garfield e Doris May Savage, cujo sobrenome era originalmente "Garfinkel", eram provenientes de famílias de imigrantes judeus que se mudaram de Londres à Europa Oriental (Polônia, Rússia e Romênia). Do lado materno, seus avós chamavam-se Peter Hillman e Florence A. Luckens, nativa de Londres. Seus pais mudaram-se de Los Angeles para Epsom, na Inglaterra, quando ele tinha três anos. Garfield teve uma educação secular e referiu-se a si mesmo como um "panteísta agnóstico", embora  judeu.
Seus progenitores tiveram uma pequena empresa de design de interiores, mas, mais tarde, Richard tornou-se o primeiro treinador do Clube de Natação da cidade de Guildford e sua mãe, professora assistente em uma creche.
Durante sua infância, Garfield praticou ginástica e natação. Originalmente, sua pretensão era estudar administração; contudo, interessou-se pela atuação aos dezesseis anos, ocasião em que um amigo o convenceu a frequentar uma escola de teatro, já que frequentemente fugiam das aulas. Inicialmente, ele frequentou a Escola Preparatória de Priory, em Banstead, e, em seguida, a City of London Freemen's School, localizada em Ashtead. Por fim, estudou interpretação na Royal Central School of Speech and Drama, em Londres, onde se graduou em 2004.

## Carreira

### 2004–2011: Primeiros trabalhos e reconhecimento

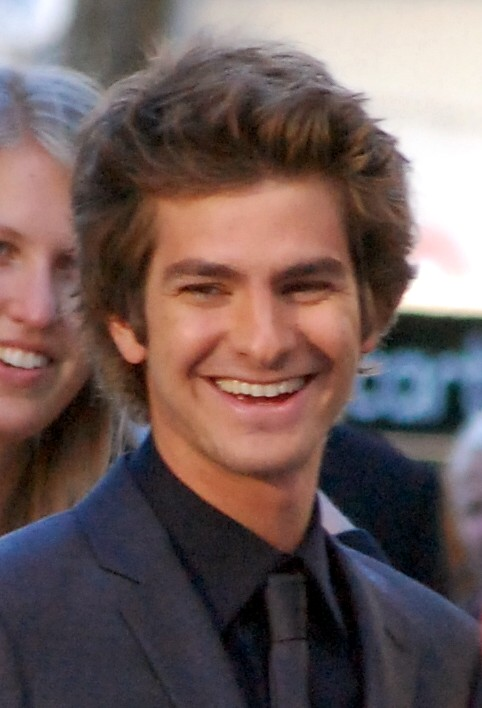
Garfield na estreia de The Imaginarium of Doctor Parnassus em setembro de 2009.

Garfield começou a ter aulas de teatro aos nove anos, na cidade de Guildford, em Surrey, onde apareceu em uma produção teatral do musical Bugsy Malone (1976). Posteriormente, juntou-se a um pequeno grupo de teatro de Epsom e tomou aulas de interpretação nível A antes de estudar por mais três anos na Royal Central School of Speech and Drama, no Reino Unido. Após ter se formado em 2004, ele começou a trabalhar principalmente em atuação de palco. Naquele mesmo ano, ganhou o Prêmio Manchester Evening News Theatre de Melhor Revelação em reconhecimento à sua atuação na peça Kes, realizada na Royal Exchange Theatre de Manchester (onde também interpretou Romeu em Romeo e Julieta), e, em 2006, recebeu o Prêmio Evening Standard Theatre de Melhor Novato.
Garfield fez sua estreia na televisão britânica seriado Sugar Rush, em 2005. Dois anos depois, ele recebeu a atenção do público quando apareceu nos episódios "Daleks in Manhattan" e "Evolution of the Daleks" da terceira temporada de Doctor Who, sobre o que comentou ter sido "uma honra" ter feito parte da série. Em outubro de 2007, foi nomeado pela revista Variety um dos "10 atores que devem ser vistos". No mês seguinte, realizou sua primeira aparição em um filme de Hollywood: Lions for Lambs, em que interpretou um estudante universitário e atuou ao lado de Tom Cruise, Meryl Streep e Robert Redford. "Tive a sorte de estar lá trabalhando com eles, embora eu realmente não esperasse ser reconhecido pelo público", disse o ator à Variety em 2007. Em sua resenha ao Boston Globe, Wesley Morris elogiou seu desempenho.
Seu trabalho seguinte foi no drama Boy A (2007), em que interpretou um notório assassino que busca uma vida melhor após ter saído da prisão. O papel rendeu-lhe o prêmio de Melhor Ator pela British Academy Television. Amy Biancolli, do Houston Chronicle, publicou que "não há dúvida sobre a inteligência e a sensibilidade da interpretação de Garfield". Em sua resenha ao Minneapolis Star Tribune, Christy DeSmith concordou com Biancolli, citando suas "expressões detalhadas" como um destaque. Escrevendo para o Seattle Times, o jornalista John Hartl observou que o artista demonstrou a amplitude necessária para o papel e concluiu que "Garfield sempre consegue capturar sua paixão". Joe Morgenstern, crítico do The Wall Street Journal, classificou seu desempenho como "fenomenal". Em 2008, o ator teve um pequeno papel no filme The Other Boleyn Girl, e foi nomeado uma das estrelas em ascensão pelo Festival Internacional de Cinema de Berlim. No ano posterior, teve papéis coadjuvantes no filme The Imaginarium of Doctor Parnassus e no programa de televisão Red Riding, neste o qual Kenneth Turan, do Los Angeles Times, chamou sua atuação de "excelente".
Em 2010, Garfield coestrelou ao lado de Carey Mulligan e Keira Knightley o drama distópico de ficção científica Never Let Me Go como Tommy D., sobre o qual disse: "Há uma sensação de ansiedade que esses jovens sentem, especialmente Tommy, porque ele é tão sensorial e sensível e animalesco, essa é a minha perspectiva dele." O ator gostou do filme pelas questões existenciais que sua história expressa e afirmou que a experiência de ter feito parte da produção foi "apenas um sonho a tornar-se realidade"; ainda observou que as cenas em que seu personagem — incapaz de conter sua frustração — eclode com bramidos eram "intensas" para si. "Eu acho que esses gritos estão dentro de todos nós, eu simplesmente tive a chance de exteriorizar o meu". Por sua interpretação, ganhou o Prêmio Saturno de Melhor Ator Coadjuvante e foi nomeado ao British Independent Film e ao London Film Critics' Circle na mesma categoria, assim como ao Detroit Film Critics Society de Desempenho Revelação, ao passo que venceu a categoria no Hollywood Film Festival. Escrevendo para a Entertainment Weekly, Owen Gleiberman elogiou as atuações do elenco principal, notando que "todos os três atuam com uma inocência assustadora". Em comparação com Mulligan e Knightley, Scott Bowles, em sua publicação ao USA Today, considerou-o "a verdadeira revelação" do filme.

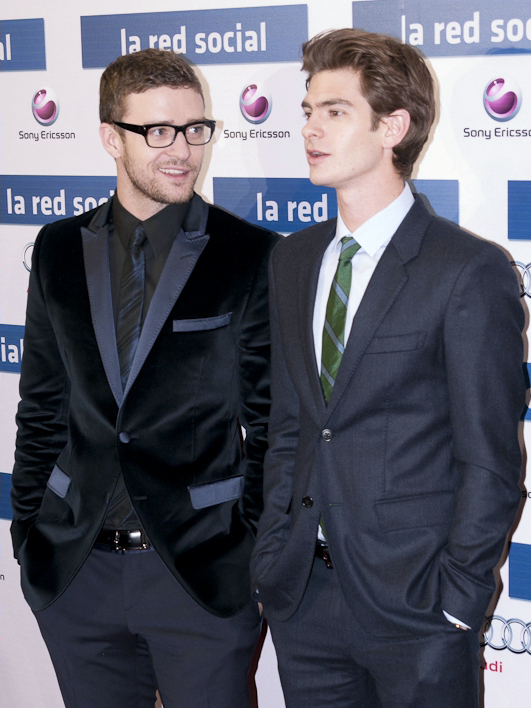
Garfield (à direita) ao lado de Justin Timberlake em um evento de The Social Network em 2010.

Ainda naquele ano, Garfield ganhou reconhecimento e aclamação por parte dos críticos cinematográficos e do publico após ter estrelado, ao lado de Jesse Eisenberg, como o brasileiro Eduardo Saverin no filme The Social Network, cujo enredo gira em torno da fundação da rede social Facebook e seus desdobramentos. Sobre seu personagem, ele comentou: "Ninguém sabe quem é Eduardo Saverin, e eu também não. É claro que o fato de ele ser um ser humano real, respirando em algum lugar desta Terra, cria uma nova dimensão para minha abordagem porque você sente um maior senso de responsabilidade". Inicialmente, quando o diretor David Fincher o conheceu sob os auspícios de Mark Romanek, que dirigiu Garfield em Never Let Me Go, este fez testes para interpretar Mark Zuckerberg. No entanto, apesar de o cineasta tê-lo considerado "ótimo, [...] obviamente um ator muito habilidoso e com uma presença incrível", não o julgou ideal para o papel, pois achou que o ator "tem um acesso emocional tão incrível ao seu tipo de humanidade que seria desperdício escalá-lo a um papel em que o personagem aparenta ter Asperger; melhor designá-lo para o papel de Saverin".
O desempenho de Garfield foi muito bem recebido, o que lhe concedeu mais reconhecimento e inúmeras indicações a variados prêmios, incluindo ao BAFTA de Melhor Ator Coadjuvante e de Melhor Ator em Ascensão, ao Globo de Ouro e Satellite de Melhor Ator Coadjuvante e aos Prêmios Screen Actors Guild de 2011, no qual foi nomeado, com seus colegas, a Melhor Elenco em Cinema. Mark Kermode, da BBC, mostrou-se surpreso pelo fato de Garfield ter sido ignorado pelo Oscar e não ter recebido uma nomeação à categoria de Melhor Ator Coadjuvante, opinando que "todo mundo sabe que ele é uma das melhores coisas no filme". Subsequentemente, outros críticos cinematográficos se pronunciaram sobre o desprezo. À revista Flavorwire, Jason Bailey revelou-se espantado com as indicações de Jeremy Renner, por The Town, e John Hawkes, por Winter's Bone, à categoria e inseriu-o em sua lista dos desprezados ao prêmio daquele ano, comentando: "Do talentoso elenco de coadjuvantes do filme, o verdadeiro ignorado foi Andrew Garfield, que emprestou à produção seu senso de consciência fugaz." Chris Lee, do Los Angeles Times, concordou e complementou: "Depois de ter apresentado uma atuação contida, [...] Garfield foi anunciado por muitos termômetros do Oscar como o cara a superar-se na corrida para a categoria coadjuvante. Todavia, ele saiu sem aclamação da Academia, enquanto John Hawkes saiu-se como uma surpresa." Whitney Friedlander, do mesmo jornal, justificou a exclusão do ator pelo fato de ele ter interpretado vítimas em muitos de seus trabalhos até então. Gabe Toro, em sua avaliação ao IndieWire, considerou que "os eleitores da Academia não perceberam um dos elementos mais convincentes do filme de David Fincher. Não, não estamos falando de Jesse Eisenberg, [...] estamos falando de Andrew Garfield, [que] é, sem dúvida, o coração do filme e que, sinceramente, fora isso não tem um núcleo emocional. A amizade frágil e depois rompida entre Mark Zuckerberg e Eduardo Saverin não teria funcionado tão bem se não fosse a sensibilidade e a vulnerabilidade — ambos pontos fracos dos empreendedores — de Garfield. Escrevendo para o The Wall Street Journal, Joe Morgenstern achou que o papel foi retratado com "grande sutileza". O crítico Peter Travers publicou na Rolling Stone que o ator representou Eduardo com "uma vulnerabilidade que eleva o interesse emocional em um filme", e proclamou: "Fique de olho em Garfield — ele é excepcionalmente bom".

### 2012–2016:Spider-Mane chegada ao estrelato

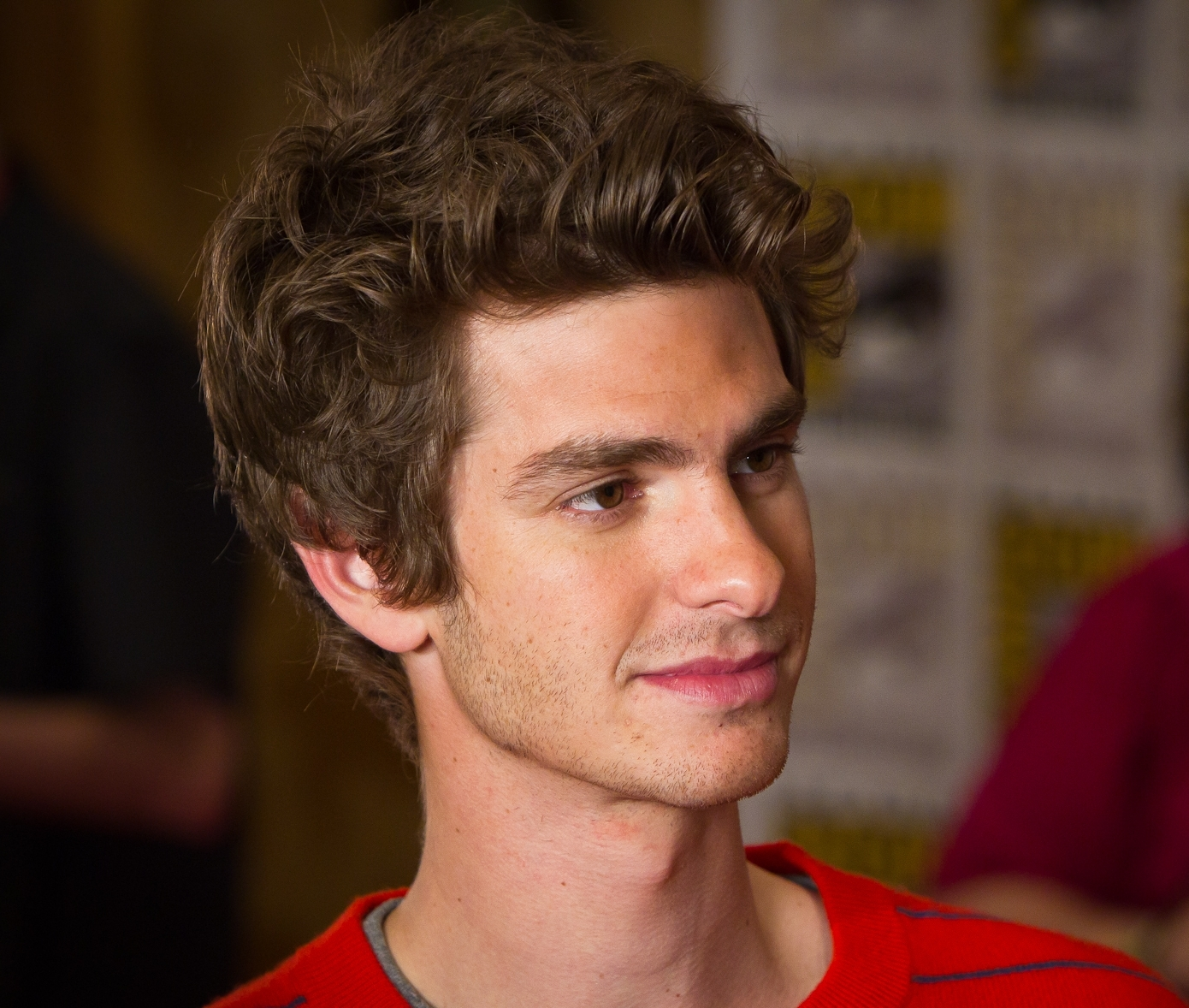
O ator no San Diego Comic-Con International em 2011

Não obstante ter sido altamente elogiado por suas habilidades de atuação, Garfield não havia encontrado filmes que apelassem a um público amplo; contudo, alcançou reconhecimento internacional ao ter conseguido o papel de Homem-Aranha/Peter Parker no filme The Amazing Spider-Man (2012), a reinicialização da série de filmes Homem-Aranha, em que contracenou com Emma Stone, a qual interpretou Gwen Stacy. O ator viu sua escalação como um "enorme desafio em muitos aspectos", uma vez que teve de representar um personagem "autêntico" e "viver de uma nova maneira", e descreveu Peter como alguém com quem ele podia se relacionar e afirmou que o personagem lhe tinha sido uma influência importante desde que era criança. Para o papel, o artista estudou os movimentos de atletas e aranhas, de modo que pudesse incorporá-los, além de ter praticado ioga e pilates. Seu comprometimento impressionou o diretor, Marc Webb, que declarou: "Ele estava tão comprometido com a dimensão física do personagem, como se realmente estivesse focado em sentir que uma aranha estava tomando conta dele e mantendo esse DNA vivo e, toda vez em que eu o via, ele estava incorporando: parecia que realmente estava sendo possuído por uma aranha". No que concerne à sua escalação, Avi Arad, um dos produtores do filme, expôs: "Na tradição do Homem-Aranha, estávamos à procura de um novo Peter Parker, inteligente, sensível e legal que pudesse nos inspirar e nos fazer rir, chorar e aplaudi-lo. Acreditamos que encontramos a escolha perfeita para assumir esse papel e nos levar para o futuro". Depois de Stone ter sido escalada, o diretor notou que a química entre os atores foi a escolha certa.

"Céus! Isso é excelente, aterrorizante e incrível. Foi-me dada a responsabilidade de tirar o personagem da grande tela e colocá-lo nos [ombros dos rapazes]. Isso é um presente para mim e um grande fardo para carregar. E estou tão disposto a isso."

— Garfield fala sobre sua escalação como o Homem-Aranha.
O filme angariou mais de 752 milhões de dólares mundialmente e o desempenho de Garfield foi bem recebido. O crítico Peter Bradshaw, do The Guardian, rotulou sua interpretação como o "Homem-Aranha definitivo" e Tom Charity, do CNN, elogiou sua "combinação de inocência pura, agitação nervosa e humor sarcástico". Em crítica ao site brasileiro Plano Crítico, Rafael W. Oliveira escreveu: "Substituindo o ator Tobey Maguire na pele do aracnídeo, Andrew Garfield nos apresenta um Peter Parker de personalidade mais explosiva, explosiva e impetuosa, algo mais do que bem-vindo, especialmente quando [nos] lembramos do Parker um tanto inerte e bobalhão de Maguire (que não deixa nenhuma saudade). Garfield incorpora esta nova personalidade com naturalidade, permitindo que o público jovem crie uma identificação ainda mais forte com o personagem, que tal qual boa parte da juventude hoje, guarda dentro de si um grande sentimento de revolta pelas injustiças que a vida lhe trouxe."
Em março de 2012, o ator fez sua estreia no teatro da Broadway como Biff Loman no reavivamento da peça Death of a Salesman, de Arthur Miller. De acordo com David Rooney, do The New York Times, ele expôs "a dor crua da solidão de Biff" com sucesso. Pelo papel, o artista foi nomeado ao Prêmio Tony de Melhor Performance de um Ator em um Papel de Destaque. Dois anos depois, Garfield apresentou um episódio do Saturday Night Live e fez uma participação no videoclipe da música "We Exist", de Arcade Fire, no qual interpretou uma mulher transsexual. Ainda em 2014, ele coproduziu e estrelou o drama independente 99 Homes e reprisou o papel de Peter Parker em The Amazing Spider-Man 2. O ator chegou a ter negociações com a Marvel para continuar na pele do super-herói; contudo, apesar de ser rentável em termos de bilheterias e ser elogiado pelos críticos, Garfield foi forçado a abandonar o papel, o qual foi assumido posteriormente por Tom Holland, que, em entrevista no BAFTA 2017, afirmou que estava ansioso para encontrar-se com o ator para tomar algum conselho".

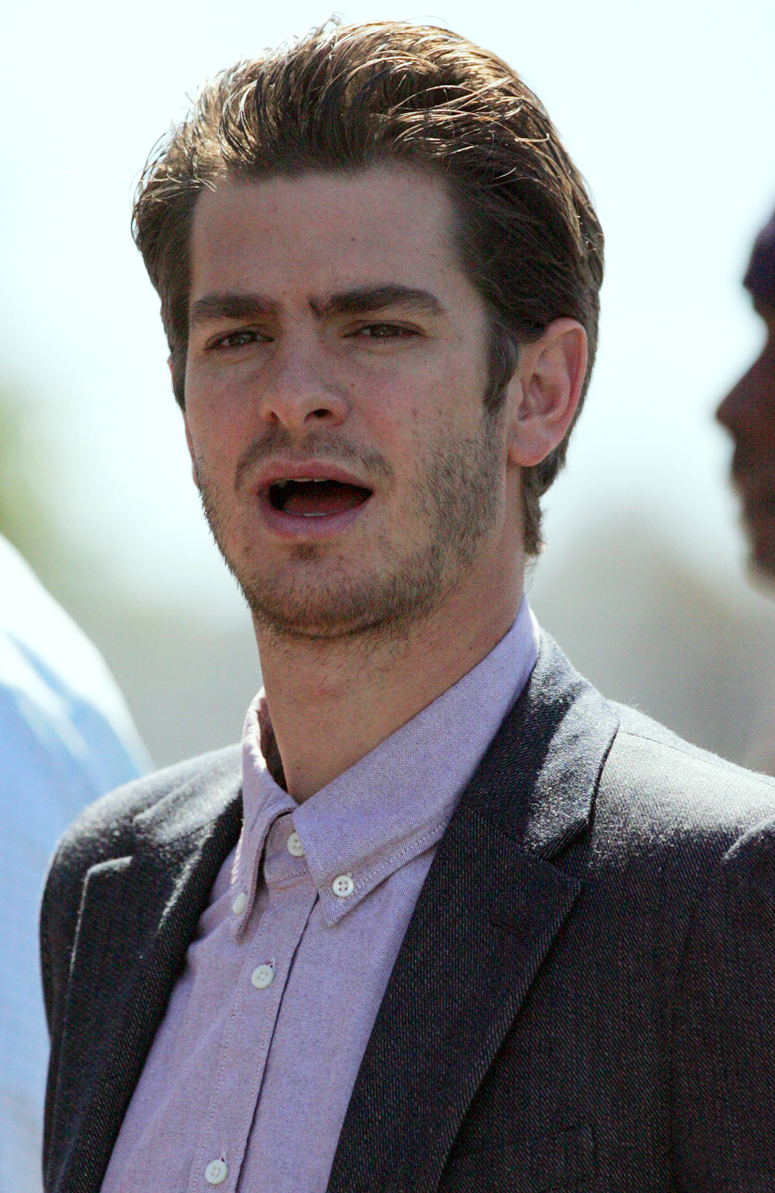
Garfield no lançamento de The Amazing Spider Man 2: Rise Of Electro em Sydney, Austrália, em 2014.

Depois de um hiato de um ano em sua carreira, Garfield protagonizou dois filmes em 2016: o drama Silence, de Martin Scorsese, e o filme de guerra Hacksaw Ridge, de Mel Gibson. No primeiro, baseado no romance homônimo de Shuzaku Endo, o ator interpretou Sebastião Rodrigues, um padre jesuíta português do século XVII que viaja ao Japão a fim de difundir sua fé. Para o papel, ele passou um ano com o padre James Martin estudando como portar-se tal qual um sacerdote jesuíta e teve de perder vinte quilos para alcançar a fisicalidade necessária. Ao The Globe and Mail, Kate Taylor escreveu que Garfield "é docemente resoluto e gentilmente angustiado como o missionário Rodrigues, mas qualquer esperança de que o ator possa elucidar a psicologia da certeza filosófica ou a dor da dúvida religiosa se mostra vaidosa", ao passo que Mark Hughes, da Forbes, observou seu desempenho como "emocionalmente estimulante e um candidato a[o Oscar de] Melhor Ator". O brasileiro Lucas Salgado, do AdoroCinema, concordou, publicando: "[O filme] trata-se de um trabalho impactante, com visual deslumbrante e excelentes atuações, especialmente de Andrew Garfield, que poderia ter sido lembrado por premiações pela performance. Na verdade, isso só não aconteceu pois o ator já estava sendo indicado por outro filme no mesmo ano, no caso Hacksaw Ridge". O compatriota Marcelo Hessel, em sua avaliação ao Omelete, registrou: "Ator que se entrega aos seus papéis mas frequentemente se escora em gestuais e expressões mais teatrais, Garfield alcança sob Scorsese uma atuação mais comedida e autêntica, e o filme todo depende dele para funcionar." A mesma classificação positiva veio de Ritter Fan, do site Plano Crítico, que anotou: "O diretor faz enorme esforço em passar [...] dúvidas e questionamentos em sua película e, em grande parte graças ao trabalho de Garfield, ele é bem sucedido. O ator se entrega ao papel, significativamente mais sutil e complexo do que seu Desmond Doss no filme de Mel Gibson, e tem, talvez, a atuação de sua vida, convencendo o espectador de sua crença, de sua devoção e, principalmente, de suas dúvidas atrozes."
Em Hacksaw Ridge, Garfield retratou Desmond Doss, um médico de combate que atuou na Segunda Guerra Mundial e tornou-se o primeiro e único objetor de consciência a receber a Medalha de Honra. A escolha de Mel Gibson por ele deu-se após o cineasta tê-lo assistido em The Social Network e amado seu desempenho. O ator chorou na primeira vez em que leu o roteiro e achou a ideia de interpretar um super-herói de verdade, em comparação com seu papel como Homem-Aranha, muito mais inspiradora. Posteriormente, o artista afirmou ter grande respeito por Doss e o elogiou por seu ato de bravura, saudando-o como um "símbolo maravilhoso de abraçar a ideia de viver e deixar viver não importa qual seja sua ideologia, não importa qual seja seu sistema de valores, apenas para permitir que outras pessoas sejam quem são e se permitam ser quem você é." Também declarou que, quando soube que a direção seria de Gibson, sentiu-se empolgado e precisava sentar-se com ele para conhecê-lo, como pessoa, "porque ninguém pode evitar as notícias e fofocas de celebridades. Quando nos conhecemos, conheci o Mel real, o Mel sóbrio de seis anos, e experimentei uma boa alma, um homem que trabalhou muito em si mesmo." O filme foi um sucesso de bilheteria e recebeu elogios da crítica, angariando 175 milhões de dólares ante seu orçamento de quarenta milhões. Escrevendo para o USA Today, Brian Truitt rotulou-o como "brutalmente intenso e elegantemente trabalhado" e notou que o papel principal permitia a Garfield dar profundidade à sua carreira e o elogiou por ter personificado Doss com "doçura simples" e "coragem constante". Por sua atuação, ele ganhou um Prêmio AACTA de Melhor Ator, um Prêmio Critics Choice Movie de Melhor Ator em Filme de Ação, o Prêmio Destaque do Ano no Festival Internacional de Cinema de Palm Springs, o de Melhor Ator Britânico do Ano no London Film Critics' Circle e o Prêmio Satellite de Melhor Ator em Cinema; além disso, recebeu sua primeira indicação ao Oscar, sendo para Melhor Ator, além de nomeações para os prêmios BAFTA, Critics Choice, Globo de Ouro, Screen Actors Guild e Washington D.C. Area Film Critics Association na mesma categoria. Para o crítico de cinema Mario Abbade, do O Globo, era o ator que deveria ter vencido o Oscar 2017.

### 2017–presente: Sucesso no teatro e projetos futuros
No espaço dos meses de abril a agosto de 2017, Garfield desempenhou o papel de Prior Walter na peça teatral dividida em duas partes Angels in America, no Royal National Theatre, em Londres, a qual foi transmitida ao vivo para salas de todo o mundo no verão daquele ano por intermédio do National Theatre Live. A direção da produção ficou por conta de Marianne Elliott, ao passo que Nathan Lane, James McArdle, Russell Tovey e Denise Gough estrelaram como personagens coadjuvantes. A representação do ator foi muito bem recebida. Em sua resenha, Paul T Davis, do The British Theatre Guide, escreveu que Garfield é "transformador e irreconhecível em alguns momentos, encarnando perfeitamente o lacônico, amedrontado e totalmente amável Prior Walter". A revista Time Out descreveu-o como "excepcional" e finalizou: "o ator entra no papel com sagacidade selvagem, intensidade ardente e compromisso total — é uma função estranha, exigente e hilariante, e ele é o dono, a melhor coisa da peça, [e dá] uma das atuações do ano." O crítico de teatro Dominic Cavendish, do The Daily Telegraph, concordou e complementou: "o talentoso Andrew Garfield dá uma das [melhores] interpretações de sua carreira". O papel lhe rendeu uma nomeação ao Prêmio Laurence Olivier de Melhor Ator.

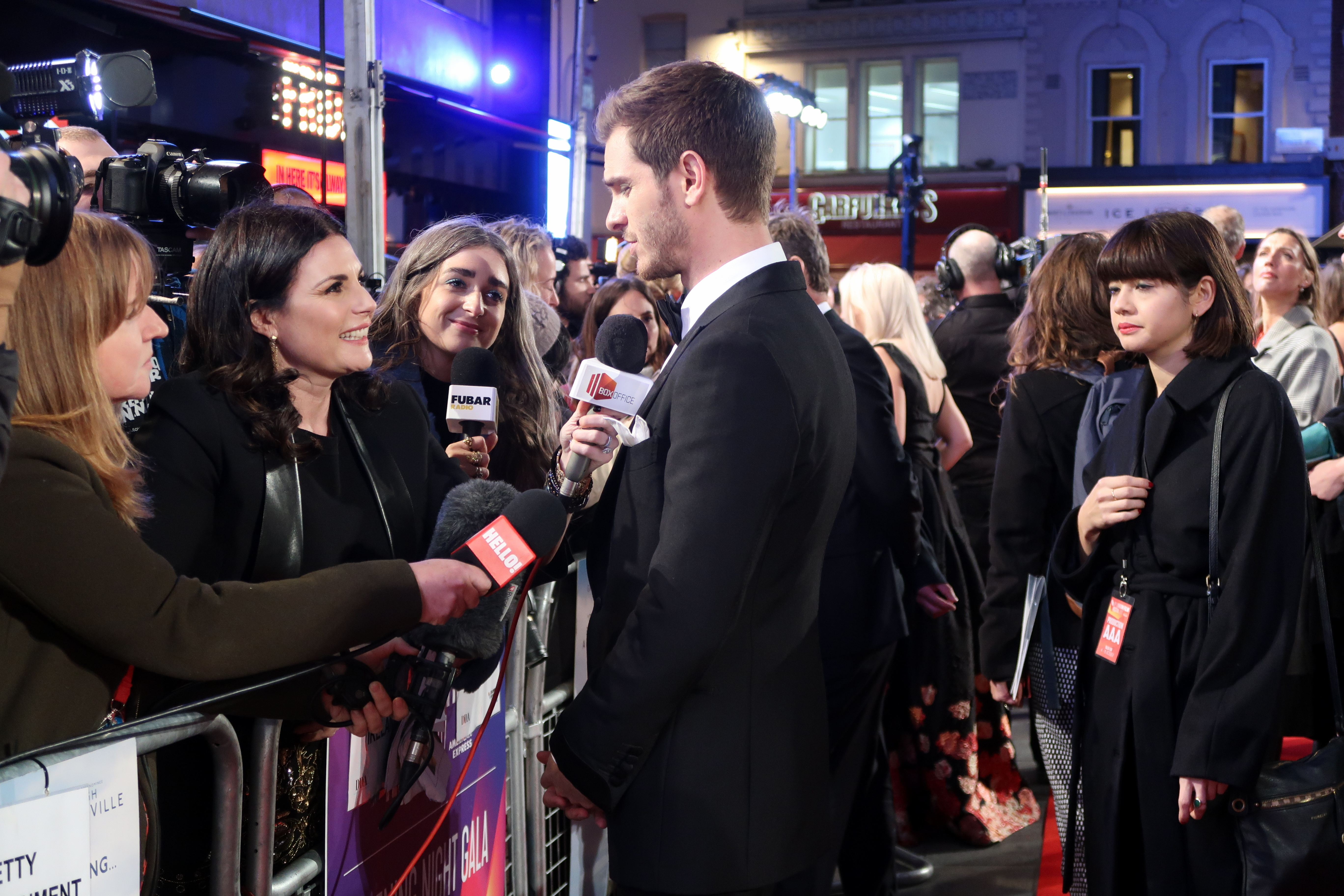
O ator a conceder entrevista na première de Breathe, em 2017

Breathe foi o único filme lançado pelo ator naquele ano, no qual interpretou Robin Cavendish, um jovem que se tornou paralitico após ter contraído a poliomielite. Com finalidade de preparar-se para o papel, Garfield interagiu com vítimas da doença e trabalhou com a esposa e o filho de Cavendish. Stephen Dalton, do The Hollywood Reporter, publicou que, apesar de uma história excepcional, o filme havia encoberto as complexidades da vida de Cavendish, e creu que o ator foi "prejudicado por um papel que o restringe a pouco mais que balançar a cabeça e sorrir". Camila Sousa, do Omelete, chamou-o de "talentoso". Em março de 2018, Garfield reprisou o papel de Prior Walter quando a peça Angels in America foi transferida para a Broadway por um tempo limitado de dezoito semanas. Avaliando a produção para o The Washington Post, Peter Marks considerou sua atuação como o "ponto principal [...] da peça", à proporção que Ben Brantley, do The New York Times, chamou o elenco de alto nível "liderado por Andrew Garfield [...] em [uma] interpretação de excelência." A atuação do ator angariou aclamação por parte dos críticos e, por conseguinte, ele foi indicado a inúmeros prêmios, como o Drama League de Desempenho Destaque, e venceu o Drama Desk e o Prêmio Tony de Melhor Ator em uma Peça.
Seu trabalho seguinte foi em Under the Silver Lake, dirigido por David Robert Mitchell e lançado no Festival de Cannes de 2018. No filme, Garfield interpreta Sam, um jovem desempregado e rebelde que sai em busca de sua vizinha que desaparecera misteriosamente. À Vanity Fair, Richard Lawson achou que o ator estivera "incrível no papel, fazendo coisas ágeis e sutis, provocando o lado ameaçador e assustador de Sam". Em outubro, anunciou-se que o artista fora escalado para compor o elenco de Mainstream, de Gia Coppola, ao lado de Jason Schwartzman e Maya Hawke. Ele também estrelará The Eyes of Tammy Faye ao lado de Jessica Chastain, um drama sobre os televangelistas Jim Bakker e Tammy Faye; além disso, estará no filme biográfico Instrumental, cujo enredo retrata a vida do pianista James Rhodes. O ator foi escalado para aparecer em ''Tick, Tick... Boom!.

## Estilo de atuação e reconhecimento
Garfield é amplamente considerado um dos atores mais talentosos de sua geração e um dos britânicos mais famosos e bem-sucedidos em Hollywood. Além disso, é conhecido por sua preparação para seus papéis, tendo, inclusive, utilizado O Método durante a composição de seu personagem homossexual Prior Walter, da peça teatral Angels in America (2017-18). Tamanha foi a intensidade de seu comprometimento que, no processo, ele afirmou: "Sou um homem gay neste momento sem o ato físico — isso é tudo.", citação que gerou alguns comentários negativos. Outro papel que lhe exigiu muito foi o do jesuíta Sebastião Rodrigues, no filme Silence (2016), para o qual tivera de perder 20 quilos e passar muitos meses na Ásia, onde se passa a história, o que fez com que o artista ficasse distante e perdesse o contato com sua então namorada, Emma Stone. Diante do comprometimento dele para com o trabalho e a distancia entre eles, a atriz resolveu terminar o relacionamento. Marc Webb, que o dirigiu em The Amazing Spider-Man e sua sequência, elogiou sua atuação sem esforço e seus talentos extraordinários. "Ele tem uma rara combinação de inteligência, sagacidade e humanidade. Marque minhas palavras, você vai amá-lo como Peter Parker." O ator afirmou que não usara O Método para o papel nestes filmes, mas que definitivamente dedicara-se a ele e quisera ter certeza de que realizara o trabalho da melhor forma possível "e certificamo-nos de que o personagem se apresente da maneira que deveria ser". Posteriormente, o artista declarou que não dorme muito bem após a finalização das filmagens de seus filmes, uma vez que, em suas palavras, dedica sua vida a interpretar suas personagens.
Comentando sobre sua atuação em The Amazing Spider-Man, Jane Graham, do The Guardian, observou a sua capacidade em fazer uma análise tão convincente do Homem-Aranha, complementando: "não vai surpreender ninguém que tenha seguido sua carreira em rápida ascensão até agora. Não é apenas sua energia nervosa. Ele tem uma história de fazer escolhas interessantes e uma habilidade para usar seu olhar irritado para roubar cenas de alguns dos melhores atores do ramo." No que tange ao teatro, Tony Kushner, sobre a interpretação do artista, declarou: "Considero uma das atuações mais excelentes que eu já vi sobre um personagem gay contemporâneo interpretado por um rapaz hétero.", ao passo que Nathan Lane, o seu coprotagonista da peça Angels in America descreveu-o como "imensamente talentoso".
Ao longo de sua carreira, Garfield tem interpretado diversos tipos de personagens em diferentes gêneros de filmes, como em comédia, drama e ação. No início de sua ocupação, contudo, muitos de seus papéis eram de pessoas vulneráveis, infortunadas e excluídas socialmente, o que levou a escritora Whitney Friedlander a analisar que isso prejudicou a imagem do ator e certos pontos de sua profissão, como ter ficado de fora de indicações e vitórias a importantes premiações. O ator citou Daniel Day-Lewis e Tom Hanks como inspirações e assegurou que gostaria de ser "uma fusão de todos os grandes artistas"; creditou aos filmes Back to the Future, aos da franquia Indiana Jones e The Princess Bride como os que o influenciaram a ser ator.

## Na mídia e imagem pública

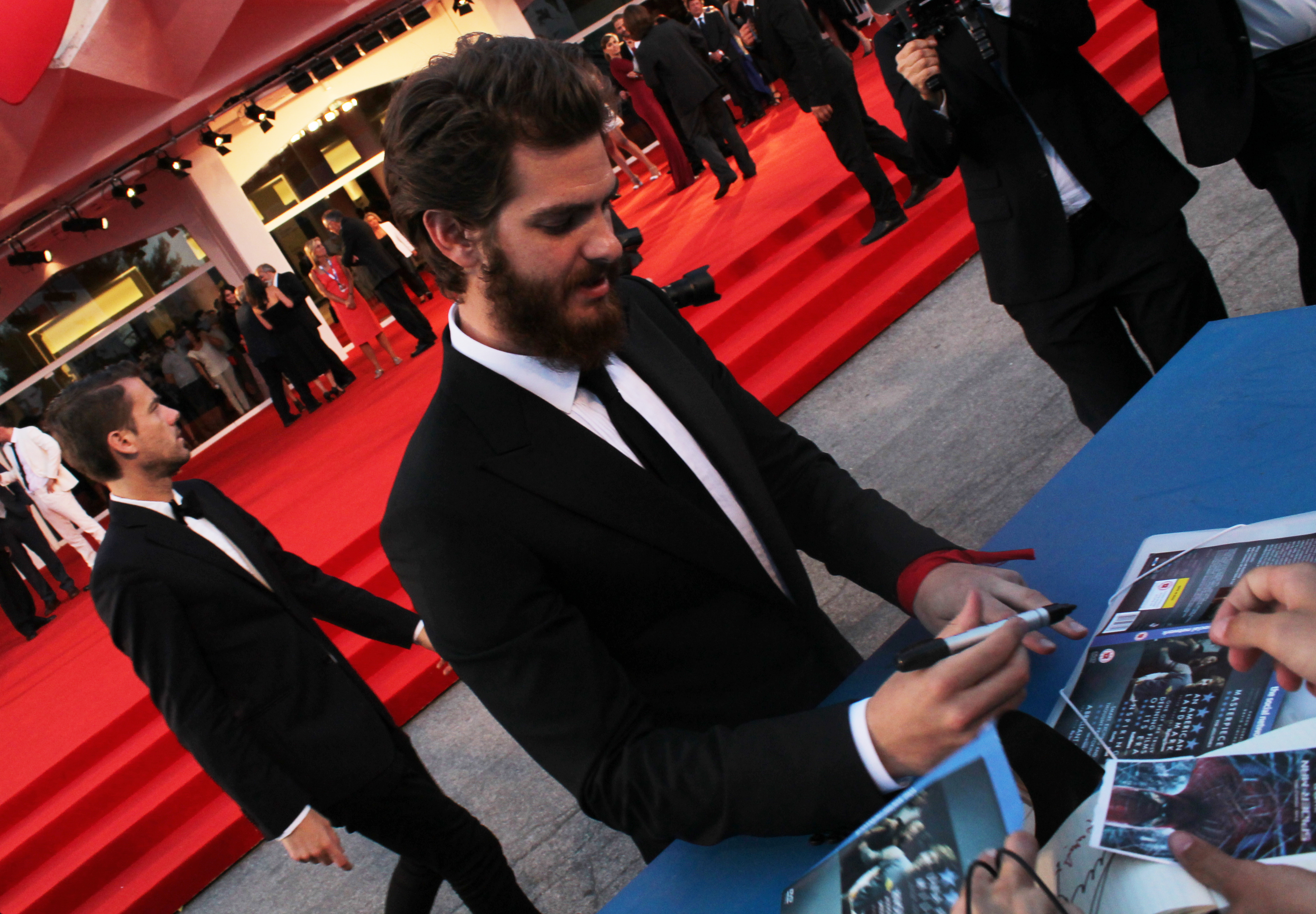
Garfield assina autógrafos para fãs no Festival de Veneza em agosto de 2014.

A imagem pública de Garfield está ligada ao seu carisma; ele é descrito pela imprensa como um símbolo sexual. Sobre esta classificação, afirmou: "Eu era um garoto magro. Porém, estou aqui para dizer a todos os outros rapazes que, sê-lo, está [tudo] bem. Você ainda pode tornar-se um bom jogador de rugby; e ainda pode ser o Homem-Aranha." Em 2016, o ator contou que tentara o papel principal de The Chronicles of Narnia: Prince Caspian em 2008, mas acabou sendo recusado por causa de sua aparência: "Eu realmente queria o papel. Isto é tão bobo. Era um filme de Nárnia. O filme de Caspian… Mas Ben Barnes acabou ficando com ele. O feedback que me deram foi: 'ele não é bonito o bastante'. O que eu poderia fazer? Eu não sou bonito o bastante para ser o Príncipe Caspian." Em sua analise à Vanity Fair, Joanna Robinson escreveu que a não escalação de Garfield foi um ponto positivo para sua carreira, dado que o segundo filme de Crônicas de Nárnia, estrelado por Barnes, arrecadou cerca da metade do que o filme original angariara e teve criticas menos favoráveis. E com apenas mais uma continuação que foi ainda menos favorável, The Voyage of the Dawn Treader, também com Barnes, a franquia de Nárnia foi totalmente arquivada. A escritora completou que o ator ter ficado de fora da franquia não o prejudicou de qualquer modo, posto que ele conseguiu papéis aclamados pela crítica e nomeações a prêmios como ao Oscar, BAFTA, Critic's Choice, Globo de Ouro e ao SAG. No que se refere à sua imagem, Holly Coletta, da revista Speakeasy, notou que ele "não é o extravagante britânico sensual como Daniel Craig, ou o indecente e atraente britânico [favorito dos grupos] das pré-adolescentes como Robert Pattinson, mas Andrew é tão desajeitado e humilde e adorável que é extravagantemente sexy." A Empire descreveu-o como "Espirituoso, profundamente autodepreciativo, genuinamente engraçado e um pouco geek — o que não amar em Andrew Garfield?". A mídia cita seus grandes olhos castanhos e cabelo comprido como suas marcas registradas.
À medida que sua carreira em Hollywood se desenvolveu, Garfield tornou-se um ator popular e de sucesso. Em 2010, ele foi incluído na lista dos 20 Atores em Ascensão com Menos de 30 anos mais Talentosos (em inglês: Top 20 Rising Stars Under 30) da revista Trespass e recebeu uma indicação ao BAFTA de "Melhor Ator em Ascensão". Posteriormente, o The Guardian chamou-o de "[o] jovem ator mais sensual e talentoso da Grã-Bretanha." Alguns meios de comunicação elegeram-no um dos Homens Mais Sensuais do Mundo. A revista Rolling Stone classificou-o entre uma das "Pessoas Mais Sensuais de 2010" e a Entertainment Weekly posicionou-o no 6.º lugar na lista dos "15 Artistas do Ano", reprisando sua presença dois anos depois. O ator ocupou a 73.ª colocação na lista Hot 100 do portal LGBT AfterElton.com em 2011. Repetiu a sua aparição nos anos seguintes, sendo votado como o 64.º da publicação de 2012 e o 17.º no ano subsequente. No catálogo dos "100 Homens Mais Sensuais do Mundo", efetuado pela Glamour em 2012, ocupou a 56.ª posição; depois, a 63.ª no ano posterior, a 61.ª em 2014 e a 85.ª no ano de 2016. Ainda em 2012, a revista elegeu-o o 11.º dos "20 Britânicos Mais Atraentes", enquanto a GQ classificou-o como o 8.º dos Jovens mais Elegantes de Hollywood com Menos de 30 Anos. O canal MTV nomeou-o um dos Homens Mais Sensuais Vivos, ao passo que, em 2011, a People agregou-o em sua publicação de mesmo título. Em outras publicações da mesma revista, foi escolhido o oitavo homem mais sensual de qualquer idade e um dos Britânicos Solteiros mais Atraentes de 2014. A Empire posicionou-o no 36.º lugar na lista das "100 Estrelas de Cinema Mais Sensuais", realizada em 2013, e a The Cult envolveu-o em sua pesquisa alcunhada "40 Homens Considerados Bonitos por Outros Homens".
Relatou-se que o ator ganhou 500 mil dólares pelo filme The Amazing Spider-Man, ao passo que, para sua sequência, possivelmente recebeu o dobro do valor. Em 2013, ele entrou na lista das "Estrelas Mais Valiosas", compilada pela Vulture; repetiu sua aparição no ano seguinte e em 2015. Ele é uma das pessoas de maior bilheteria de todos os tempos na América do Norte. A revista Celebrity Net Worth avaliou seu patrimônio líquido em dez milhões de dólares.
Ele manifestou que não gosta muito de usar sites de mídia social porque acredita que eles dificilmente contribuem para o desenvolvimento pessoal e revelou que encontrou "diferentes experiências" de popularidade. "O melhor é quando tu sais do camarim e alguém te entrega uma carta na qual eles [os fãs] me agradecem por ter salvo sua vida. Essa é a melhor parte da fama." Em uma entrevista à revista New York, o ator criticou o padrão imposto às celebridades e disse que sente que "não é aceito" na cultura de hoje. Afirmou também que, embora possa parecer brega, quer fazer a diferença no mundo e finalizou dizendo que: "Celebridade é a nova religião."
Garfield serviu de influência para Alex Hibbert, que o tem por seu ator favorito e revelou ter muito desejo de trabalhar com ele. Em 2015, os aracnologistas Yuri M. Marusik e Alireza Zamani homenagearam-no nomeando uma nova espécie de aranha da família Filistatidae, Pritha garfieldi, com o sobrenome dele. Em 2022, entrou na lista das 100 pessoas mais influentes do mundo da revista Time..

## Causas humanitárias e filantropia
Garfield colaborou com diversas causas e instituições de caridade ao longo de sua carreira. Em 2011, tornou-se o Embaixador do Esporte da fundação Worldwide Orphans Foundation (WWO), cujo intuito é transformar a vida das crianças órfãs. Sua escolha deu-se depois de ter se tornado tio e, ao ver o amor e as oportunidades que os filhos gêmeos de seu irmão tinham, quis dar a mesma chance às crianças de todo o mundo. Ele fez sua primeira viagem como representante da organização à Etiópia e declarou seu desejo de ser capaz de dar muito tempo à fundadora da instituição, Jane Aronson, e ao seu trabalho maravilhoso. Jane observou que o fato de o ator ter interpretado o ícone da infância dele, Homem-Aranha (um dos órfãos mais famosos da cultura pop), ajudou-o a entender o sentimento de estar desamparado: "A parceria de Andrew com a WWO é sobre [a existência] desse super-herói dentro de cada criança". Em novembro do ano posterior, ele participou de um jogo do programa Ellen cujo desígnio foi realizar diferentes tipos de danças para angariar dinheiro para a instituição: o ator conseguiu dez mil dólares.
Embora já houvessem realizado a ação anteriormente, como em setembro de 2012, foi a junho de 2014 que o ator e sua então namorada, Emma Stone, atraíram a atenção da mídia ao usarem sua fama para promover algumas instituições de caridade e organizações não governamentais. Enquanto saíam para almoçar em um restaurante em Manhattan, Nova Iorque, viram um grupo de paparazzi se aproximando e decidiram aproveitar a oportunidade e taparam o rosto com papéis que continham os endereços de cada lugar. "Bom dia! Nós estávamos comendo e vimos um grupo de caras com câmeras do lado de fora, então vamos tentar fazê-lo de novo. Não precisamos de atenção, mas essas organizações maravilhosas, sim", dizia a primeira parte do bilhete que Stone segurava, o qual tinha uma flecha apontada para Garfield, que completava: " Aqui estão as coisas que importam. Tenha um ótimo dia". As instituições de caridade listadas no cartão foram Youth Mentoring Connection, Autism Speaks, Worldwide Orphans e Gilda’s Club New York City. O conceito virou febre entre os famosos, e casais como Anne Hathaway e seu marido Adam Shulman aderiram a ele.
Outras instituições que o artista apoia são: Small Steps Project, Stand Up to Cancer e Starlight Children's Foundation. A 17 de outubro de 2017, ele retornou ao Ellen, desta vez, com intento de angariar fundos à organização Breast Cancer Research Foundation — cujo objetivo é apoiar pesquisas translacionais realizadas por clínicas sobre câncer de mama —, em homenagem ao Mês de Conscientização sobre o Câncer de Mama. O ator foi desafiado a realizar a acrobacia "Flip" para que fossem doados trinta mil dólares à organização.

### Defesa dos direitos LGBT
Garfield apoia ativamente os direitos LGBT em todo o mundo. Em abril de 2013, expressou publicamente o seu apoio à legalização do casamento entre pessoas do mesmo sexo e exprimiu sua oposição à injustiça de como os homossexuais são tratados, o desequilíbrio que ainda existe em termos de direitos e julgamentos. "É claro que sou a favor da igualdade no casamento. Os casais do mesmo sexo devem ter os mesmos direitos que qualquer outra pessoa. Não há argumento contra a igualdade. Como alguém pode argumentar contra a compaixão e a compreensão?" Ele também pronunciou-se contra a decisão da Suprema Corte americana que deu razão a um confeiteiro que se negou a preparar um bolo de casamento a um casal gay. "Vamos fazer um bolo para todo mundo que quer que um bolo seja feito", disse o artista. Foi indicado ao Prêmio Dorian em 2011.
Opôs-se à política de direitos humanos de Donald Trump, afirmando que "este sistema está falhando na humanidade. Não apenas na comunidade LGBTQ — [mas a] qualquer um que não seja um homem branco e hétero." Em setembro de 2015, disse ao site americano Mic que sempre torceu por uma versão "pansexual" ou "bissexual" do personagem Homem-Aranha. Segundo o ator, a ideia de um Peter Parker que não seja branco e heterossexual não deveria ser uma grande questão. "Estou ansioso para chegar ao ponto em que nem vamos precisar ter essa conversa e poderemos ter um Homem-Aranha pansexual. Amor é amor e pele é pele, eu mesmo não tenho preferência sexual." Garfield explicou por que acha que o Homem-Aranha é o herói perfeito para quebrar estereótipos. "Ele é todo coberto, da cabeça aos pés. Por isso todos pensam que podem estar dentro daquele uniforme. Você não vê nenhuma cor de pele, nenhuma orientação sexual, não dá pra saber a idade da pessoa, nem o gênero." Em junho de 2016, participou da vigília realizada em Los Angeles pelas vítimas do Massacre em uma boate gay em Orlando e, seguidamente, compôs uma publicação em que prestava condolências aos padecentes e exaltava a importância do evento, além das lutas que pessoas LGBTQ encontram para serem aceitas em sociedade. Em algumas de suas aparições públicas, ele tem aparecido com esmaltes de unha.

A 10 de junho de 2018, durante seu discurso de aceitação do Prêmio Tony de Melhor Ator por sua interpretação na peça Angels in America, que acompanha uma série de personagens e toca em assuntos como imigração, religião, AIDS, homossexualidade, mudanças climáticas na Nova Iorque dos anos 80, o ator dedicou seu prêmio à comunidade LGBTQ: 
É um profundo privilégio em minha vida representar o Prior Walter em Angels in America, porque ele representa o mais puro espírito da humanidade, e especialmente, da comunidade LGBTQ. É um espírito que diz não à opressão. É um espírito que diz não ao fanatismo, não à vergonha, não à exclusão. É um espírito que diz que todos somos feitos perfeitamente. Então eu dedico este prêmio aos inúmeros LGBTQ que lutaram e morreram para proteger esse espírito.

## Vida pessoal
Garfield tem dupla cidadania norte-americana e britânica e, em 2009, afirmou ao Sunday Herald que "se sente igualmente em casa" em ambos os países e "gosta de ter uma existência cultural variada". Habitualmente, dá entrevistas sobre seu trabalho, mas não discute publicamente os detalhes de sua vida privada. O ator também contou que, quando era bebê, quase morreu após ter contraído meningite. "Meus pais ouviram dos médicos que, se eu sobrevivesse, teria graves deficiências físicas e mentais. Mas fora isso não tive de lidar muito com doenças."

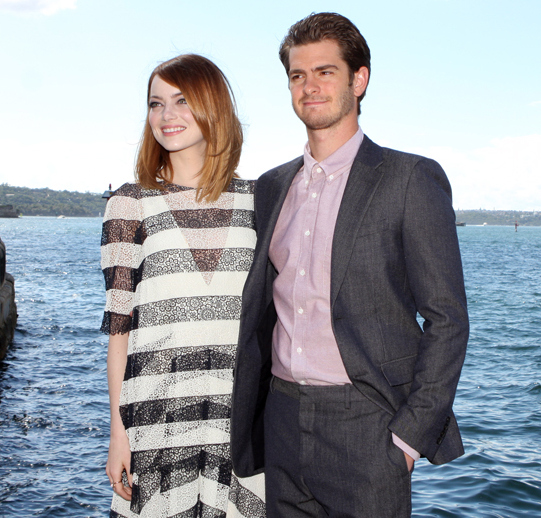
Garfield e Emma Stone em 2014

Entre os anos de 2008 a 2011, teve um relacionamento com a atriz Shannon Woodward. Durante as gravações do filme The Amazing Spider-Man, em 2011, Garfield começou a namorar sua coprotagonista Emma Stone. Por um tempo, foram o casal favorito de Hollywood. Todavia, após algumas discrepâncias relacionada ao trabalho, principalmente ao dele, que estava gravando Silence na Ásia, separaram-se em 2015, embora permaneçam próximos. Ela declarou que ele "é alguém que eu ainda amo muito".
Quando questionado sobre sua sexualidade, em uma entrevista realizada em julho de 2017, Garfield declarou: "Até este ponto, só fui sexualmente atraído por mulheres. Minha postura com relação à vida, porém, é que sempre procuro me render ao mistério de não estar no comando. Penso que, [como] a maioria das pessoas, estamos intrinsecamente tentando controlar nossas experiências, administrá-las e colocar muros em torno do que somos e de quem somos. Quero conhecer o máximo possível do jardim antes de eu partir — tenho uma abertura para qualquer impulso que possa surgir dentro de mim a qualquer momento. [...] Até onde eu sei, não sou gay. Talvez eu tenha um despertar em outra época da vida, que tenho certeza que será maravilhosa e eu poderei explorar essa parte do jardim. Mas, agora, eu estou isolado na minha área, o que é maravilhoso também". Anteriormente, o ator havia afirmado: "Sou um homem gay neste momento sem o ato físico — isso é tudo", citação que gerou alguns comentários negativos. Timothy Hafke, em sua análise à Out, observou essa fala como um modo de "saída de armário". O discurso considerado foi similar ao de James Franco, que uma vez disse que era "gay em sua arte". Posteriormente, Garfield assinalou que os comentários que ele fizera sobre homens gays foram "distorcidos" pela mídia: "Isso é claro que não é o que eu quis dizer. Essa discussão foi sobre essa peça e como estou profundamente grato por poder trabalhar em algo tão profundo. É uma carta de amor para a comunidade LGBTQ. Estávamos falando sobre 'Como você se prepara para algo tão importante e tão grande?' e eu estava basicamente dizendo: 'Eu mergulho o máximo que posso'. A intenção [em meus comentários] era falar com isso, falar com meu desejo de desempenhar esse papel com o melhor de minha capacidade e mergulhar totalmente em uma cultura que eu adoro." Em declarações anteriores, ele já revelou não ter preferência sexual e, em outras, deixou implícita uma bissexualidade.

### Religião
Apesar de não se considerar um religioso, Garfield revelou que, durante a preparação para o filme Silence, desenvolveu o que chama de um relacionamento "profundo com Jesus Cristo". De antemão, ele não tinha relação com Jesus e o considerava apenas o líder do cristianismo. Além disso, o ator julgava-se "panteísta, agnóstico, ocasionalmente ateu e um pouco judeu, mas principalmente confuso.[...] Eu não diria que tive uma crise de fé. Eu estou sempre tendo uma crise de fé, com tudo. As pessoas certas têm medo de mim. É assim que as guerras religiosas começam." Além disso, destacou que é importante notar que ambos filmes Hacksaw Ridge e Silence, nos quais interpreta religiosos, transcendem a religião específica. "[Embora] Desmond Doss fosse, obviamente, um cristão, um adventista do sétimo dia, presumo que suas ações na história transcendem a religião específica em que ele se encontrava. Suas ações vão além especificamente de ser cristão." O padre James Martin, que lhe serviu de professor para se portar tal qual um sacerdote jesuíta em Silence, continua sendo seu conselheiro espiritual, guiando o ator em sua própria "relação muito específica com Jesus".
Garfield afirmou que tem sido "um buscador espiritual" desde que era criança e sempre foi fascinado por figuras como Jesus, Mahatma Gandhi, John Lennon e Martin Luther King. Citou o mistério de suas existências e o mistério de seus atos de amor e devoção como coisas admiráveis e que esse desejo profundo de "ser uma busca espiritual" sempre esteve em si.

## Filmografia

### Cinema
| Ano  | Título original                     | Papel                                      | Notas           |
| ---- | ----------------------------------- | ------------------------------------------ | --------------- |
| 2005 | Mumbo Jumbo                         | Simmo                                      | Curta-metragem  |
| 2007 | Lions for Lambs                     | Todd Hayes                                 |                 |
| 2008 | The Other Boleyn Girl               | Francis Weston                             |                 |
| 2009 | The Imaginarium of Doctor Parnassus | Anton                                      |                 |
| 2009 | Air                                 | Tom                                        | Curta-metragem  |
| 2010 | I'm Here                            | Sheldon                                    | Curta-metragem  |
| 2010 | Never Let Me Go                     | Tommy D                                    |                 |
| 2010 | The Social Network                  | Eduardo Saverin                            |                 |
| 2012 | The Amazing Spider-Man              | Peter Parker / Homem-Aranha                |                 |
| 2014 | The Amazing Spider-Man 2            | Peter Parker / Homem-Aranha                |                 |
| 2014 | 99 Homes                            | Dennis Nash                                | Também produtor |
| 2016 | Hacksaw Ridge                       | Desmond Doss                               |                 |
| 2016 | Silence                             | Padre Sebastião Rodrigues / Okada San'emon |                 |
| 2017 | Breathe                             | Robin Cavendish                            |                 |
| 2018 | Under the Silver Lake               | Sam                                        |                 |
| 2020 | Mainstream                          | Link                                       |                 |
| 2021 | The Eyes of Tammy Faye              | Jim Bakker                                 |                 |
| 2021 | Tick, Tick... Boom!                 | Jonathan Larson                            |                 |
| 2021 | Spider-Man: No Way Home             | Peter Parker / Homem-Aranha                |                 |
| 2024 | We Live in Time                     | Tobias                                     |                 |
| TBA  | The Magic Faraway Tree              | Tim                                        | Filmando        |
| TBA  | After the Hunt                      | Henrik                                     | Filmando        |

### Televisão
| Ano        | Título                      | Personagem                  | Notas                                                      |
| ---------- | --------------------------- | --------------------------- | ---------------------------------------------------------- |
| 2005       | Sugar Rush                  | Tom                         | 5 episódios (primeira temporada, episódios 1, 3, 6, 8 e 9) |
| 2005       | Swinging                    | Vários papéis               | 1 episódio (primeira temporada, episódio 1)                |
| 2006       | Simon Schama's Power of Art | Garoto                      | 1 episódio (primeira temporada, episódio 1)                |
| 2007       | Trial & Retribution         | Martin Douglas              | 1 episódio (décima temporada, episódio 3)                  |
| 2007       | Freezing                    | Kit                         | 1 episódio (primeira temporada, episódio 1)                |
| 2007       | Doctor Who                  | Frank                       | 2 episódios (terceira temporada, episódios 4 e 5 )         |
| 2007       | Boy A                       | Jack Burridge / Eric Wilson | Telefilme                                                  |
| 2009       | Red Riding                  | Eddie Dunford               | 3 episódios                                                |
| 2011, 2014 | Saturday Night Live         | Ele mesmo                   | Participação especial                                      |
| 2019       | RuPaul's Drag Race UK       | Ele mesmo                   | Jurado convidado (1.ª temporada, episódio 1)               |
| 2022       | Under the Banner of Heaven  | Detetive Jeb Pyre           | Papel principal                                            |

### Vídeo musical
| Ano  | Título   | Personagem               | Artista     |
| ---- | -------- | ------------------------ | ----------- |
| 2014 | We Exist | Jovem garota transgênero | Arcade Fire |

## Teatro
| Ano  | Peça                          | Papel                           | Local                     |
| ---- | ----------------------------- | ------------------------------- | ------------------------- |
| 2004 | Mercy                         | Deccy                           | Soho Theatre              |
| 2004 | Kes                           | Billy                           | Manchester Royal Exchange |
| 2005 | The Laramie Project           | Vários papéis                   | Sound Theatre             |
| 2005 | Romeo e Julieta               | Romeo Montague                  | Manchester Royal Exchange |
| 2006 | Beautiful Thing               | Jamie                           | Sound Theatre             |
| 2006 | Burn / Chatroom / Citizenship | Birdman / Jim / Stephen         | Royal National Theatre    |
| 2006 | The Overwhelming              | Geoffrey                        | UK tour                   |
| 2012 | Death of a Salesman           | Biff Loman                      | Ethel Barrymore Theatre   |
| 2017 | The Children's Monologues     | Adolescente intimidado pelo pai | Carnegie Hall             |
| 2017 | Angels in America             | Prior Walter                    | Royal National Theatre    |
| 2018 | Angels in America             | Prior Walter                    | Neil Simon Theatre        |

## Prêmios e indicações
Ao longo de sua carreira, Garfield já foi indicado e venceu diversos prêmios, notavelmente suas nomeações para o Oscar de Melhor Ator (2017), ao BAFTA de Melhor Ator Coadjuvante, Melhor Estrela em Ascensão e Melhor Ator (2011 e 2017); Globo de Ouro para Melhor Ator Coadjuvante em Cinema e Melhor Ator em Filme Dramático (2011 e 2017); Prêmios Satellite de Melhor Ator Coadjuvante em Cinema (2011) e aos Prêmios Screen Actors Guild de Melhor Elenco em Cinema e Melhor Ator (2011 e 2017). Ele já venceu o Prêmio AACTA de Melhor Ator (2017), BAFTA de Melhor Ator em Televisão (2008), Critics Choice de Melhor Ator em Filme de Ação, Palm Springs de Atuação do Ano (2017), Satellite de Melhor Ator em Cinema (2017), o Prêmio Saturno de Melhor Ator Coadjuvante em Cinema (2011), entre diversos outros. Já no teatro, obteve indicações ao Prêmio Drama League de Desempenho Destaque (2012 e 2018, esta qual ganhou), Prêmios Evening Standard Theatre de Melhor Novato e Melhor Ator (2006 e 2017), Prêmio Laurence Olivier de Melhor Ator (2018) e ao Prêmio Tony de Melhor Performance de um Ator em um Papel de Destaque (2012) e ganhou o Drama Desk (2018) e o Tony de Melhor Ator em uma Peça.
O ator também já foi nomeado aos Prêmios Teen Choice em quatro ocasiões. Para o MTV Movie, recebeu três indicações, assim como aos prêmios Gold Derby, Golden Schmoes, KCA, Online Film & Television Association, das quais venceu uma, e ao Young Hollywood. No que concerne à premiações concedidas por associações de críticos de cinema, angariou nomeações na Associação de Críticos de Cinema de Chicago, Boston Society of Film Critics, Broadcast Film Critics Association, Detroit Film Critics Society, Houston Film Critics Society, London Film Critics' Circle, no qual venceu as categorias de Melhor Ator Britânico e Melhor Ator Coadjuvante Britânico do Ano, e na Washington D.C. Area Film Critics Association.